# Alexander Stuart-Hill
Alexander Stuart-Hill (Perth, 1889 – Chelsea, 20 de fevereiro de 1948) foi um retratista e pintor paisagista escocês que viveu em Paris na primeira década do século XX. Foi noivo da princesa Luísa de Battenberg antes do casamento dela com o rei Gustavo VI Adolfo da Suécia.

## Início de vida
Stuart-Hill nasceu em 1889 em Perth, Escócia. Seu pai William Hill era um vendedor de peixe.
Ele estudou artes na Universidade de Edimburgo, onde ganhou uma bolsa de estudos que permitiu com que ele viajasse por França, Itália e Espanha.

## Carreira
De 1920 a 1947, Stuart-Hill expôs regularmente retratos e paisagens na Academia Real Inglesa. Ele expôs na Grosvenor Gallery com a Royal Society of Portrait Painters, e nas New Chenil Galleries em Chelsea. Em 1932, ele desenhou um pôster para a Shell com conotações vorticistas que mostrava Mousehole e Penzance. Em 1937, a Redfern Gallery realizou uma exposição individual de seus retratos e vistas das pontes de Londres, incluindo Battersea Bridge (1937) e The Thames at Charing Cross Bridge (que foi famosa por ter sido pintada por Claude Monet em 1899). Em 1943, ele desenhou outro pôster para a London Transport que apresentava pontes sobre o Tâmisa.
Seus retratos incluíam a Duquesa de Choiseuil-Praslin c. 1914, Lilias Livingstone Mackinnon c. 1920, o Almirante Sir H. Goodenough King-Hall (1920), Arthur Greenhow Lupton, Primeiro Pro-Chancellor da Universidade de Leeds (1923), Turner Layton (1927), Florence Mills (1927), e a Baronesa Posznanska (1945).

## Vida pessoal
Durante a Primeira Guerra Mundial, Stuart-Hill trabalhou em um hospital militar em Nevers, onde iniciou um relacionamento com a também voluntária Luísa de Battenberg. Ela era uma princesa e filha mais nova do príncipe Luís de Battenberg, um almirante da Marinha Real Britânica que renunciou aos seus títulos alemães e anglicizou o nome da família para Mountbatten por ordem do rei Jorge V em 1917. Prevendo que seus pais ficariam desapontados com sua escolha, Luísa manteve o noivado em segredo por dois anos. Eventualmente, ela confidenciou a seus pais, que inicialmente foram compreensivos, e, por duas vezes, convidaram Stuart-Hill para visitá-los em East Cowes, na Ilha de Wight. Os Mountbattens referiam-se a ele como "Shakespeare" por causa de sua "aparência estranha, excentricidade e afetação". Por falta de recursos, o casal de noivos concordou em adiar o casamento até depois da guerra. Mas em 1918, o pai de Luísa explicou-lhe que Stuart-Hill era muito provavelmente homossexual e que um casamento com ele era impossível; mais tarde ela se casou com o rei Gustavo VI Adolfo da Suécia.
Segundo seu obituário no The Times, além da pintura, "não havia nada que Stuart não pudesse fazer com as mãos, desde construir chaminés e consertar telhados até os mais delicados trabalhos de bordado em petit-point". Seu estúdio, localizado em 41 Glebe Place em Chelsea, era um "animado ponto de encontro social nos anos anteriores à Segunda Guerra Mundial". Os visitantes incluíram membros do Bright Young Things, Evelyn Waugh, Florence Mills, Alice Delysia, Turner Layton e Clarence "Tandy" Johnstone.
Stuart-Hill morreu em 20 de fevereiro de 1948 em Chelsea.

## Legado
Hoje, suas obras estão nas coleções do Perth Museum and Art Gallery, do Museu Imperial da Guerra, da Dundee Art Galleries and Museums Collection, do Ulster Museum, da Stanley & Audrey Burton Gallery (na Universidade de Leeds) e do Perth and Kinross Council.